# Пія Фінк
Пія Фінк (10 липня 1995 , Німеччина ) — німецька лижниця. Учасниця чемпіонатів світу.

## Результати за кар'єру
Усі результати наведено за даними Міжнародної федерації лижного спорту.

### Чемпіонати світу
| Рік  | Вік | 10 км індивідуальні пер. | 15 км скіатлон | 30 км мас-старт | Спринт | 4 × 5 км естафета | Командна першість спринт |
| ---- | --- | ------------------------ | -------------- | --------------- | ------ | ----------------- | ------------------------ |
| 2019 | 23  | 15                       | 30             | 25              | —      | —                 | —                        |
| 2021 | 25  | 20                       | 19             | 24              | —      | 5                 | —                        |

### Кубки світу

#### Підсумкові місця в Кубку світу за роками
| Сезон | Вік | Місце в дисципліні | Місце в дисципліні | Місце в дисципліні | Місце в дисципліні | Місце в Скі Тур | Місце в Скі Тур | Місце в Скі Тур | Місце в Скі Тур   |
| Сезон | Вік | Загалом            | Дистанція          | Спринт             | Ю-23               | Nordic Opening  | Тур де Скі      | Скі Тур 2020    | Фінал Кубка світу |
| ----- | --- | ------------------ | ------------------ | ------------------ | ------------------ | --------------- | --------------- | --------------- | ----------------- |
| 2018  | 22  | 69                 | 60                 | НК                 | 11                 | —               | 26              | Н/Д             | 33                |
| 2019  | 23  | 37                 | 32                 | НК                 | Н/Д                | НФ              | 17              | Н/Д             | 23                |
| 2020  | 24  | 71                 | 49                 | НК                 | Н/Д                | 30              | НФ              | —               | Н/Д               |
| 2021  | 25  | 35                 | 26                 | 72                 | Н/Д                | 31              | 27              | Н/Д             | Н/Д               |